# Sarabjot Singh
Sarabjot Singh (Ambala, 30 de setembro de 2001) é um atirador esportivo indiano.

## Carreira
No início de 2021, ele ganhou o ouro em eventos individuais e de equipe do Campeonato Mundial. Em 2019, ele ganhou o ouro na Copa do Mundo Júnior da ISSF.
Singh fez parte da equipe indiana de tiro nos Jogos Asiáticos de 2022. A equipe indiana de pistola de ar 10m de Sarabjot Singh, Arjun Singh Cheema e Shiva Narwal venceu a China para ganhar o ouro nos Jogos Asiáticos de 2022. Sarabjot também ganhou a medalha de prata para a Índia na pistola de ar mista 10m com Divya TS. nas competições de tiro dos Jogos Asiáticos.
Nos Jogos Olímpicos de Verão de 2024, em Paris, conquistou a medalha de bronze na competição da pistola de ar 10 m misto por equipes, ao lado de Manu Bhaker.